# شهرستان ترنیسکی
شهرستان ترنیسکی (به لاتین: Terneysky District) یک شهرستان در روسیه است که در سرزمین پریمورسکی واقع شده‌است.